# Scrooge, or, Marley's Ghost
Scrooge, or, Marley's Ghost é um filme mudo do gênero drama produzido no Reino Unido, dirigido por Walter R. Booth e lançado em 1901.